# Alfulell
Alfulell era un antic llogaret i actual despoblat situat al terme de Benifairó de la Valldigna, a la comarca valenciana de la Safor.
Es trobava als peus del castell d'Alfàndec i era lloc de moriscos, amb 22 famílies poc abans de la seua expulsió en l'any 1609. Des d'aleshores ha romàs despoblat.
Comptava amb una església.